# Frinis
Frinis (Phrynis o Phrynnis, Φρύννις o Φρυ̂νις), fill de Camó, fou un poeta ditiràmbic grec de l'època de la guerra del Peloponès, nadiu de Mitilene però que va florir a Atenes.
La forma del seu nom genuïna en eòlic és Frinnis, encara que apareix normalment com Frinis. Pertanyia a l'escola lèsbica de música citaròdia. Fou deixeble del músic Aristòclides. Les seves innovacions y efeminament foren criticats pels poetes còmics especialment Ferècrates. Fou el primer que va obtenir un triomf en els concursos musicals establerts per Pericles al festival de la Panatenea.